# Somalia
Somalia (somali: Soomaaliya; arabisk: الصومال, tr. aṣ-Ṣūmāl) er et afrikansk land beliggende på Afrikas Horn, kontinentets østligste punkt. Landet ligger mellem 12 grader nordlig og 1 grad sydlig bredde mellem 41 og 51 grader østlig længde. Hovedstaden er Mogadishu, der er en havneby med internationale handelsforbindelser. 
Den nuværende regering ledes af præsident Hassan Sheikh Mohamud, som blev valgt til posten efter daværende præsident Mohamed Abdullahi Mohamed i 2022.
Landet har gennemgået en del eksterne og interne konflikter, herunder krige de sidste 30 år, men har oplevet nogenlunde stabile forhold bl.a. med hjælp fra Tyrkiet som er blevet Somalias nærmeste internationale allierede. Det skete efter Somalia oplevede en national tørkekatastrofe i 2011, hvor Tyrkiet meldte sig som de eneste på banen til at hjælpe det tørkeramte land. Lige siden har Tyrkiet udvidet dets involvering og samarbejde med Somalia, og bl.a. været med til at (genop)bygge hospitaler, veje, skoler samt moderniseret den internationale lufthavn Aden Abdulle Osman i Mogadishu. Tyrkiet har også faciliteret militær hjælp og støtte til landet samt træning og uddannelse af somaliske soldater i Somalia og i Tyrkiet.
Somalia oplever udvikling og økonomisk fremgang, på trods af intern uro bl.a. skabt af terrorgruppen Al Shabab.

## Historie
Uddybende artikel: Somalias historie
Somalias historie går helt tilbage til stenalderen, og området har været beboet af Somalifolket siden da. Disse drev som nomader deres store hjorde af kvæg, får og geder over lange afstande i jagten på nye græsgange til deres dyr. I den tidlige moderne tid har Somalia været styret af magtfulde riger, f.eks. Ajuuraan og Adal.

### Antikken
Gamle pyramidestrukturer, mausoleer, historiske byer og stenvægge så som Wargaade Wall er tegn på en gammel civilisation, der engang trivedes i den somaliske halvø. Denne civilisation havde et handelsforbindelser med det gamle Egypten og mykenske Grækenland da det andet årtusinde f.Kr., støtter hypotesen om, at Somalia eller tilstødende områder var stedet for det gamle land Punt. Punterne handlede med myrra, krydderier, guld, ibenholt, korthornet kvæg, elfenben og røgelse med ægypterne fønikerne, babylonerne, indere, kinesere og romerne gennem deres kommercielle havne. En egyptisk ekspedition sendt til Punt i det 18. dynasti af dronning Hatshepsut er optaget på templets relieffer på Deir el-Bahari, under kong Parahus og dronning Atis regeringstid.
Kamelen menes at have været tæmmet på Det Afrikanske Horn et sted mellem den 3. og 2. årtusinde f.Kr.. Derfra har den spredt sig til Egypten og Nordafrika. I den klassiske periode udviklede bystaterne af Mosylon, Opone, Mundus, Isis, Malao, Avalites, Essina, Nikon og Tabae et indbringende handelsnetværk, der forbandt købmænd fra Fønikien, ptolemæiske Egypten, Grækenland, parthisk Persien, Saba, Nabatæa og Romerriget. De brugte den gamle somaliske maritime fartøj kendt som beden til at transportere deres last.
Efter den romerske erobring af det nabatæiske imperium og den romerske flådes tilstedeværelse ved Aden for at dæmme op for piratvirksomhed aftalte arabiske og somaliske købmænd med romerne at forhindre indiske skibe fra handel i de frie havnebyer på den arabiske halvø for at beskytte for somaliske og arabiske købmænds interesser i det lukrative handel mellem Det Røde Hav og Middelhavet. Indiske købmænd fortsatte dog at handle i havnebyer på den somaliske halvø, som var fri for romersk indblanding.
I århundreder bragte indiske købmænd store mængder af kanel til Somalia og Arabien fra Ceylon og Maluku Øerne. Kilden til de kanel og andre krydderier siges at have været den bedst bevarede hemmelighed blandt arabiske og somaliske handlende i deres samhandel med den romerske og græske verden; romerne og grækerne troede, at kilden fandtes på den somaliske halvø. Den hemmelige aftale blandt somaliske og arabiske handlende oppustede prisen af indiske og kinesiske kanel i Nordafrika, Mellemøsten og Europa og gjorde handel med kanel til en meget indbringende forretning, især for de somaliske købmænd gennem hvis hænder store mængder blev sendt ad hav- og landruter.

### Middelalderen og ældre moderne tid
Islam blev introduceret til området tidligt fra den arabiske halvø, kort efter hijra i 622. Zeila to-mihrab Masjid al-Qiblatayn dateret til det 7. århundrede, og er den ældste moské i byen. I slutningen af 800-tallet skrev Al-Yaqubi, at muslimer levede langs den nordlige somaliske kyst. Han nævner også, at Adal-riget havde sin hovedstad i byen, hvilket tyder på, at Adal-sultanatet med Zeila som sit hovedkvarter går tilbage til mindst det 9. eller 10. århundrede. Ifølge I.M. Lewis, blev statsdannelsen styret af lokale dynastier, der bestod af somaliske arabere eller arabiserede somaliere, som også regerede over det tilsvarende etablerede Sultanatet Mogadishu i Benadir-regionen mod syd. Adals historie fra dets stiftende periode og frem var præget af en række kampe med nabolandet Abessinien. På sit højeste kontrollerede Adal-kongeriget store dele af moderne Somalia, Etiopien, Djibouti og Eritrea.
I 1332 blev den Zeila-baserede konge af Adal dræbt i en militær kampagne, der skulle standse den abessinske kejser Amda Seyon 1.s march mod byen. Da den sidste sultan af Ifat, Sa'ad ad-Din 2., også blev dræbt af kejser Dawit 1. i Zeila i 1410, flygtede hans børn til Yemen, før de vendte tilbage i 1415. I det tidlige 15. århundrede blev Adals hovedstad flyttet længere ind i landet til byen Dakkar, hvor Sabr ad-Din 2., den ældste søn af Sa'ad ad-Din 2., etablerede en ny base efter sin hjemkomst fra Yemen.
Adal-hovedkvarter blev igen flyttet det følgende århundrede, denne gang sydpå til Harar. Fra denne ny hovedstad organiserede Adal en effektiv hær ledet af Imam Ahmad ibn Ibrahim al-Ghazi. (Ahmad "Gurey" eller "Gran" betyder "venstrehåndet"), der invaderede det abessinske imperium. Denne 16. århundredes kampagne er historisk kendt som erobringen af Abessinien (Futuh al-Habash). Under krigen gjorde imam Ahmad banebrydende brug af kanoner, der leveres af Det Osmanniske Rige, hvilke han importerede gennem Zeila og indsatte mod abessinske styrker og deres portugisiske allierede ledede af Cristóvão da Gama. Nogle forskere hævder, at denne konflikt beviste, gennem deres brug på begge sider, værdien af skydevåben som musketter, kanoner, og arquebus i forhold til traditionelle våben.
I løbet af Ajuran-perioden blomstrede sultanaterne og republikkerne i Merca, Mogadishu, Barawa, Hobyo og deres respektive havne og havde en lukrativ udenlandsk handel med skibe, der sejlede til og fra Arabien, Indien, Venedig, Persien, Egypten, Portugal og så langt væk som Kina. Vasco da Gama, der sejlede forbi Mogadishu i det 15. århundrede, bemærkede, at det var en stor by med huse i flere etager og store paladser i dens centrum, samt mange moskeer med cylindriske minareter.
I det 16. århundrede, bemærkede Duarte Barbosa, at mange skibe fra Kongeriget Cambaya i nutidens Indien sejlede til Mogadishu med klæde og krydderier, som de til gengæld fik guld, voks og elfenben for. Barbosa fremhævede også den overflod af kød, hvede, byg, heste, og frugt på de kystnære markeder, som har frembragt enorme rigdom for de handlende. Mogadishu, med en blomstrende tekstilindustri kendt som Toob Benadir (specialiseret til markederne i Egypten, blandt andre steder)), sammen med Merca og Barawa, tjente også som transitland for Swahili-købmænd fra Mombasa og Malindi og for guld handel fra Kilwa. Jødiske købmænd fra Hormuz bragte deres indiske tekstil og frugt til den somaliske kyst i bytte for korn og træ.
Handelsforbindelser blev etablerede med Malacca i det 15. århundrede, med klæde, ambra og porcelæn som de vigtigste varer i handelen. Giraffer, zebraer og røgelse blev eksporteret til Ming-imperiet i Kina, hvilket gjorde somaliske købmænd ledende i handel mellem Asien og Afrika og påvirkede det kinesiske sprog med den somaliske sprog under processen. Hindu købmænd fra Surat og de sydøstasiatiske afrikanske købmænd fra Pate, der søgte at omgå både den portugisiske blokade og Omans indblanding, brugte de somaliske havne Merca og Barawa (som var ude af de to magters jurisdiktion) for at gennemføre deres samhandel med sikkerhed og uden indblanding.

### Delt koloniområde
I den tidlige moderne periode begyndte efterfølgerstaterne Adal og Ajuran sultanater at blomstre i Somalia. Disse omfattede Warsangali sultanatet, Bari dynastierne, Sultanatet Geledi (Gobroon dynastiet), Majeerteen Sultanatet (Migiurtinia), og Sultanatet Hobyo (Obbia). De fortsatte traditionen med fæstningsbyggeri og søtransport skabt under tidligere somaliske imperier.
Sultan Yusuf Mahamud Ibrahim, den tredje sultan af Huset Gobroon, indledte den gyldne tidsalder for Gobroon-dynastiet. Hans hær kom sejrrige ud under Bardheere Jihad, som restaurerede stabilitet i regionen og revitaliseret den østafrikanske handel med elfenben. Han modtog også gaver fra og havde hjertelige relationer med herskerne i nabolande og fjernere riger så som Oman, Witu og yemenitiske sultaner.
Sultan Ibrahims søn Ahmed Yusuf efterfulgte ham og var en af de vigtigste skikkelser i det 19. århundrede Østafrika, der fik tribut fra Omans guvernører og skabe alliancer med vigtige muslimske familier på den østafrikanske kyst. I det nordlige Somalia gennemførte Gerad-dynastiet handel med Yemen og Persien og konkurrerede med de handlende i Bari-dynastiet. Gerads- og Bari-sultanerne byggede imponerende paladser og fæstninger og havde tætte relationer til mange forskellige imperier i Mellemøsten.
I slutningen af det 19. århundrede, efter Berlinkonferencen (1884-85) mellem europæiske magter begyndte Kapløbet om Afrika, hvilket inspirerede Dervish leder Muhammad Abdullah Hassan til at samle støtte fra hele Afrikas Horn og begynde en af de længste koloniale modstandskrige nogensinde. I flere af hans digte og taler understregede Hassan, at briterne "har ødelagt vores religion og gjort vores børn til deres børn", og at de kristne etiopiere i ledtog med englænderne var tilbøjelige til at udrydde den politiske og religiøse frihed for den somaliske nation. Han fremstod snart som "en forkæmper for sit lands politiske og religiøse frihed, forsvarende den mod alle kristne angribere." 
Hassan udstedte en religiøs bekendtgørelse om, at enhver somalisk statsborger, der ikke accepterede målet om enhed i Somalia og ikke ville kæmpe under hans ledelse, ville blive anset for at være kafir, eller gaal. Han erhvervede snart våben fra Det Osmanniske Rige, Sudan samt andre islamiske og arabiske lande, og udnævnte ministre og rådgivere til at administrere de forskellige områder eller sektorer i Somalia. Desuden gav han et opråb om somalisk enhed og uafhængighed under processen for at organisere sine styrker.
Hassans Dervish bevægelse havde en væsentligt militær karakter, og Dervish stat blev formet efter modellen for et Salihiya-broderskab. Det var præget af et stift hierarki og centralisering. Selv om Hassan truede med at drive de kristne ud i havet, udførte han det første angreb ved at lancere sin første store militære offensiv med sin 1.500 Dervish-hær udstyrede med 20 moderne rifler mod de britiske soldater stationerede i regionen. Han drev briterne tilbage i fire ekspeditioner og havde forbindelser med de centrale magter osmannerne og tyskerne. I 1920 kollapsede Dervish-staten efter intensive luftbombardementer af Storbritannien, og Dervish' territorier blev efterfølgende omdannede til et protektorat.
Fascismens gennembrud i begyndelsen af 1920'erne indvarslede en ændring af Italiens udenrigspolitik, idet de nordøstlige sultanater snart blev tvunget ind i La Grande Somalia i henhold til det fascistiske Italiens planer. Med ankomsten af guvernør Cesare Maria De Vecchi den 15. december 1923 begyndte forholdene at ændre sig for den del af Somaliland der blev kendt som Italiensk Somaliland. Italien havde adgang til disse områder under successive beskyttelsestraktater, men ikke direkte overmagten.
Den fascistiske regering havde kun direkte magt over Benadir-territoriet. Det fascistiske Italien under Benito Mussolini angreb Abessinien (Etiopien) i 1935 med det formål at kolonisere det. Invasionen blev fordømt af Folkeforbundet, men kun lidt blev gjort for at stoppe det, eller at befri det besatte Etiopien. Den 3. august 1940 krydsede italienske tropper, herunder somaliske koloniale enheder, fra Etiopien for at invadere Britisk Somaliland, og den 14. august, lykkedes det at tage Berbera fra briterne.
En britisk hær, her under tropper fra flere afrikanske lande, igangsatte et felttog i januar 1941 fra Kenya for at befri Britisk Somaliland og det italiensk-besatte Etiopien og erobre Italiensk Somaliland. I februar blev det meste af Italiensk Somaliland taget, og i marts blev Britisk Somaliland generobret fra kystsiden. Styrken i det britiske imperium, der opererede i Somaliland, omfattede de tre divisioner med sydafrikanske, vestafrikanske og østafrikanske tropper. De blev biståede af somaliske styrker ledet af Abdulahi Hassan med somaliere fra Isaaq-, Dhulbahante- og Warsangali-klanerne som fremtrædende deltagere. Antallet af italienske somaliere begyndte at falde efter 2. Verdenskrig, med færre end 10.000 tilbage i 1960.

### Somalia oprettes
Efter 2. Verdenskrig beholdt Storbritannien kontrollen over både Britisk Somaliland og Italiensk Somaliland som protektorater. I 1945, under Potsdam-konferencen, tildelte FN Italien formynderskab over Italiensk Somaliland, men kun under nøje tilsyn og på den betingelse, først foreslået af den somaliske Youth League (SYL) og andre spirende somaliske politiske organisationer, såsom Hizbia Digil Mirifle Somali (HDMS), og den somaliske nationale liga (SNL), at Somalia skulle få selvstændighed inden for ti år. Britisk Somaliland forblev et protektorat Storbritannien indtil 1960.
I det omfang, at Italien holdt territorium ved FN-mandat, gav bestemmelserne om formynderskabet somalierne mulighed for at få erfaring i vestlige politisk uddannelse og selvstyre. Disse var fordele, som Britisk Somaliland, der skulle indordnes i den nye somaliske stat, ikke havde. Selv i 1950'erne forsøgte britiske koloniale embedsmænd gennem forskellige administrative udviklingsindsatser at kompensere for tidligere omsorgssvigt, men protektoratet stagnerede. Forskellen mellem de to områder i økonomisk udvikling og politisk erfaring skulle senere medføre alvorlige vanskeligheder at integrere de to dele. I mellemtiden, i 1948, under pres fra deres allierede under verdenskrigen og til stor fortrydelse for somalieree, "returnerede" briterne Haud (et vigtig somalisk græsningsområde, der var formelt beskyttet af briterne i henhold til traktater med somalierne fra 1884 og 1886) og Ogaden til Etiopien baseret på en traktat, de underskrev i 1897, hvor briterne afstod somaliske territorium til den daværende etiopiske kejser Menelik som modydelse for hans hjælp mod eventuelle tiltag af franskmændenes side.
Storbritannien indføjede den betingede bestemmelse om, at de somaliske beboere ville bevare deres selvstændighed, men Etiopien hævdede straks sin suverænitet over området. Dette fik Storbritannien til i 1956 at fremsætte et mislykket tilbud om at tilbagekøbe de somaliske landområder, det havde overdraget. Storbritannien overdrog også administrationen af det næsten udelukkende somalisk beboede Northern Frontier District (NFD) til kenyanske nationalister til trods for, at en uformel folkeafstemning viste et overvældende ønske hos regionens befolkning om at deltage i det nydannede Republik Somalia.
En folkeafstemning blev afholdt i nabolandet Djibouti (dengang kendt som fransk Somaliland) i 1958, lige inden Somalias selvstændighed i 1960, for at beslutte, om de vil deltage i Republikken Somalia eller forblive ved Frankrig. Folkeafstemningen faldt ud til fordel for en fortsat tilknytning til Frankrig, hovedsagelig på grund af en kombineret ja-stemme i den anselige etniske gruppe Afar og bosiddende europæere. Der var også udbredt valgsvindel, idet franskmændene fordrev tusinder af somaliere før folkeafstemningen. De fleste af dem, der stemte nej, var somaliere, der gik stærkt ind for at deltage i en forenet Somalia, som var blevet foreslået af Mahmoud Harbi, næstformand for regeringens Råd. Harbi blev dræbt i et flystyrt to år senere. Djibouti fik sin uafhængighed fra Frankrig i 1977, og Hassan Gouled Aptidon, en somaler, der havde kæmpet for et "ja" ved folkeafstemningen i 1958, blev Djiboutis første præsident (1977-1991).
Den 1. juli 1960 blev de to områder forenede til Republikken Somalia, om end inden for grænser, der er udarbejdet af Italien og Storbritannien. En regering blev dannet af Abdullahi Issa og andre medlemmer af formynderskabets og protektorats regeringer, med Haji Bashir Ismail Yusuf som formand for den somaliske nationalforsamling, Aden Abdullah Osman Daar som præsident for Republikken Somalia, og Abdirashid Ali Shermarke som statsminister (senere præsident 1967-1969). Ved en folkeafstemning den 20. juli 1961 godkendte befolkningen i Somalia en ny forfatning, som først blev udarbejdet i 1960. I 1967 blev Muhammad Haji Ibrahim Egal statsminister, en position, som han blev udnævnt af Shermarke. Egal skulle senere blive præsident for den autonome Somaliland-region i det nordvestlige Somalia.
Den 15. oktober 1969, under et besøg i den nordlige by Las Anod, blev Somalias daværende præsident Abdirashid Ali Shermarke skudt og dræbt af en af sine egne livvagter. Hans mord blev hurtigt fulgt op af et militært statskup den 21. oktober 1969 (dagen efter hans begravelse), hvor den somaliske hær tog magten uden at støde på væbnet opposition - hovedsagelig en ublodig overtagelse. Det kup blev ledet af generalmajor Mohamed Siad Barre, som på det tidspunkt kommanderede hæren.

### Den demokratiske republik Somalia
Abdirashid Sharmarke valgtes demokratisk til Somalias anden præsident i 1967. I 1969 blev han myrdet af kommunistiske kupmænd i det nordøstlige Somalia, som under ledelse af general Mohammed Siad Barre, som opløste nationalforsamlingen, forbød andre politiske partier og satte landet under ledelse af et højeste revolutionsråd. Lederskabet oprettede tætte forbindelser med Sovjetunionen. I slutningen af 1970-erne opgav Sovjetunionen imidlertid regimet efter et somalisk forsøg på at erobre den tidligere somaliske provins Ogaden i nabolandet Etiopien (der ligeledes var Sovjetunionens allierede).
Ved siden af Barre fandtes Det Højeste Revolutionære Råd (SRC), der overtog magten efter mordet på præsident Sharmarke og blev ledet af oberstløjtnant Salaad Gabeyre Kediye og politimesteren Jama Korshel. Kediye havde officielt titlen "Fader af Revolution", og Barre kort efter blev leder af SRC. SRC omdøbte efterfølgende landet til "Den demokratiske republik Somalia", opløste parlamentet og højesteret og suspenderede forfatningen.
Den revolutionære hær gennemførte store offentlige bygge- og programmer og fik med fremgang igangsat uddannelsesprogrammer i byerne og på landet til fremme af læsefærdigheden, hvilket bidrog til at formindske analfabetismen. Ud over et nationaliseringsprogram for industri og jord, lagde den nye ordning udenrigspolitik vægt på Somalias traditionelle og religiøse forbindelser med den arabiske verden og sluttede sig til sidst til Den Arabiske Liga (AL) i 1974. Samme år fungerede Barre også som formand for Organisationen for Afrikansk Enhed (OAU), forgængeren for Den Afrikanske Union (AU).
I juli 1976 opløste Barres SRC sig selv og oprettede i stedet det Somaliske Revolutionære Socialistiske Parti (SRSP), en et-parti regering baseret på "videnskabelig socialisme" og islamiske læresætninger. SRSP var et forsøg på at forene den officielle statslige ideologi med den officielle statsreligion ved at tilpasse marxistiske forskrifter til de lokale forhold. Der blev lagt vægt på de muslimske principper om sociale fremskridt, lighed og retfærdighed, som ifølge regeringen dannede kernen i den videnskabelige socialisme, på selvforsyning, offentlig deltagelse og folkelig kontrol, samt direkte ejerskab af produktionsmidlerne. Skønt SRSP tilskyndede til private investeringer i begrænset omfang, var styrets overordnede politik hovedsagelig kommunistisk.
I juli 1977 brød Ogaden-krigen ud, idet Barres regering argumenterede for den nationale samling for at retfærdiggøre en aggressiv inkorporering af den overvejende somalisk-beboede Ogaden-region i Etiopien i et pan-somalisk Stor-Somalia sammen med erobringen af de rige landbrugsjorder i det sydøstlige Etiopien, infrastruktur, og strategisk vigtige områder så langt nordpå som Djibouti. I den første uge af konflikten tog somaliske væbnede styrker det sydlige og centrale Ogaden og i det meste af krigen vandt den somaliske hær gentagne sejre over den etiopiske hær og fulgte dem så langt som til Sidamo. I september 1977 Somalia kontrollerede 90% af Ogaden og erobrede strategiske byer som Jijiga og lagde et stort pres på Dire Dawa, hvilket truede jernbaneforbindelsen fra sidst nævnte by til Djibouti. Efter belejringen af Harar, kom en omfattede massiv sovjetisk indgriben bestående af 20.000 cubanske soldater og flere tusinde sovjetiske eksperter til hjælp for Etiopiens kommunistiske Derg-regime. I 1978 blev de somaliske tropper endeligt tvunget ud af Ogaden. Dette skifte i støtten fra Sovjetunionen fra Somalia til fordel for Etiopien fik Barre-regeringen til at søge allierede andetsteds. Det valgte til sidst Sovjetunionens ærkerival under Den Kolde Krig, USA, som havde bejlet til den somaliske regering i nogen tid. Alt i alt betød Somalias oprindelige venskab med Sovjetunionen og senere partnerskab med USA, at det blev muligt at opbygge det største hær i Afrika.
En ny forfatning blev bekendtgjort i 1979, hvor efter der blev afholdt valg til en folkeforsamling, men Barres Somali Revolutionære Socialistiske Parti politbureau fortsatte med at regere. I oktober 1980 blev SRSP opløst, og det Højeste Revolutionære Råd blev genetableret i stedet. På det tidspunkt var Barres regering blevet mere og mere upopulær. Mange somaliere var blevet desillusionerede med hensyn til livet under militærdiktaturet. Regimet blev yderligere svækket i 1980'erne, da den kolde krig nærmede sig sin afslutning, og Somalias strategiske betydning blev formindsket. Regeringen blev mere og mere totalitær, og modstandsbevægelser, opmuntrede af Etiopien, sprang op over hele landet. I sidste ende førte udviklingen til den somaliske borgerkrig. Blandt militsgrupper var den somaliske Salvation Democratic Front (SSDF), United Somali Congress (USC), Somali National Movement (SNM), og den Somaliske Patriotiske Bevægelse (SPM), sammen med de ikke-voldelige politiske modsætninger i den somaliske Democratic Movement ( SDM), Somali Democratic Alliance (SDA), og den somaliske Manifest Group (SMG).
I løbet af 1990 blev det forbudt beboerne i hovedstaden Mogadishu at samles offentligt i grupper større end tre eller fire. Brændstofmangel forårsagede lange køer af biler ved tankstationer. Inflationen havde drevet prisen på pasta (almindelige tørre italienske nudler, et dagligt syn på det tidspunkt) til fem dollars per kilogram. Prisen på khat, importeret dagligt fra Kenya, var også fem dollars pr standard parti. Papirsedler var af så lav værdi, at flere bundter var nødvendige for at betale for selv enkle restaurant måltider.
Et blomstrende sort marked eksisterede i centrum af byen, da bankerne oplevede mangel på lokal valuta for udveksling. Om natten henlå byen Mogadishu i mørke. Tæt overvågning af alle besøgende udlændinge forekom. Der blev indført barske valutarestriktioner for at forhindre eksport af udenlandsk valuta. Selv, om der ikke rejserestriktioner for udlændinge, blev fotografering mange steder forbudt. I dagtimerne var synet af nogen regeringsmilits i Mogadishu ekstremt sjældent. Derimod forekom om natten påståede operationer foreståede af offentlige myndigheder inkluderende "forsvindinger" af personer fra deres hjem.

### Somaliland erklærer selvstændighed
Efter, at den langvarige diktator Siad Barre blev styrtet i 1991 er Somalia anset for at være et af verdens mest politisk usikre lande. Ingen regering, eller gruppe, har siden da på egen hånd haft fuldstændig kontrol over landet. Landet er blevet beskrevet som "lovløst"[kilde mangler]. Samme år, som Siad Barres regime gik i graven, deklarerede klaner i nord den selvstændige republik Somaliland, som nu inkluderer regionerne Awdal, Woqooyi Galbeed, Togdheer, Sanaag og Sool. Ingen anden stat har anerkendt denne republik, skønt dens eksistens kan anses for at være stabil. Dette beror fortrinsvist på en stærk regerende klan samt økonomisk infrastruktur, som er blevet tilbage efter, at Storbritannien, Rusland og USA havde militære hjælpeprogrammer der.
Den nordøstlige region, Puntland, erklærede sig for en administrativ stat i en eventuel kommende føderal somalisk stat i 1998. Ligeledes etablerede Jubaland-provinsen i det sydvestlige Somalia en uafhængig administration under navnet Azania med forbillede i Somaliland og Puntland.

### Amerikansk indgreb
I december 1992 gik den amerikanske marine i land ved Somalias kyst med hensigten at fange krigsherren Mohammed Farah Aidid samt at stabilisere situationen i landet, frem for alt omkring hovedstaden Mogadishu. Det gik imidlertid ikke som planlagt men blev en langt mere besværlig og blodig aktion end amerikanerne havde regnet med. Da USAs styrker den 3. oktober 1993 forsøgte at fange nogle af Aidids rådgivere i den sydlige del af Mogadishu, udbrød voldsomme kampe. Hundredvis af somaliere og 18 amerikanere døde. Efter begivenheden (som ligger til grund for filmen Black Hawk Down fra 2001) blev vist billeder i medier over hele verden af døde amerikanere, som blev slæbt rundt i gaderne. Kort tid efter meddelte USA, at man ville trække sine styrker tilbage.

### FN indgreb
I 1993 blev der sendt en 28.000 mand stor fredsskabende FN-styrke (UNOSOM II) under ledelse af USA til Somalia for at sikre leverancerne af fødevarehjælp og afvæbne de stridende hære. Det var første gang, FN greb militært ind i et medlemsland uden dettes accept. Missionen mislykkedes, og i 1995 blev styrken trukket tilbage på grund af et stigende antal dræbte og efterlod landet i kaos.

### Efter 2000

#### 2000-2005
I 2000 samledes i Djibouti 400 repræsentanter fra forskellige somaliske interessegrupper. Der oprettedes et provisorisk parlament, som blev kaldt TNA, hvilket var en forkortelse for Transitional National Assembly, og en midlertidig national overgangsregering, som kaldtes for TNG, hvilket var en forkortelse for Transitional National Government. Abdiqasim Salad valgtes til landets præsident, og en provisorisk grundlov blev vedtaget. Denne provisoriske administration fik internationalt støtte fra fremtrædende organisationer som FN, OAU og Det Arabiske Forbund.
I 2001 oprettedes en alternativ regering i Etiopien, som modsatte sig TNG, denne regering kaldtes for "Det Somaliske råd for forsoning og genopbygning", forkortet SRRC, hvilket var en forkortelse for Somali Reconcilation and Restoration Council.
Ved en konference i Kenya i 2004 blev 42 ledende repræsentanter for Somalias forskellige fraktioner enige om at oprette et klanbaseret parlament og en interimsregering domineret af militsledere. Ny præsident blev Abdullahi Yusuf Ahmed, som efterfølgende udnævnte Ali Mohamed Gedi til statsminister efter kontroverser med parlamentet. Denne administration var dog allerede fra begyndelsen kendetegnet af så stærke indre modsætninger, at den provisoriske regering ikke før end efter næsten et år kunne etablere sig inde i Somalia, og da ikke i hovedstaden Mogadishu, hvor tilslutningen var svag, men i provinsbyen Baidoa.
Som en reaktion på mange års magtvakuum og utryghed for civilbefolkningen oprettede islamiske grupper shariadomstole i dele af landet, især i hovedstaden Mogadishu, for at påtvinge en ny ordning med hjælp af islamisk retslovgivning. Til egen støtte oprettede domstolene egne militser, som i 2006 fordrev krigsherrerne fra Mogadishu og tog kontrol over store dele af det sydlige og centrale Somalia. Den lovløse militsterror i hovedstaden kollapsede på nogle måneder til trods for, at krigsherrerne og klanhøvdingene den 18. februar havde sluttet sig sammen i en USA-støttet alliance. I juni 2006 antog den nye milits navnet Islamiske domstoles højeste råd. Dets førende leder, sheik Hassan Dahir Aweys, som ledede repræsentationsforsamlingen og som blev regnet for en åndelig leder for de islamistiske domstole, blev af USA anklaget for samvirke med terrororganisationen al-Qaida. En anden vigtig profil inden for Islamiske domstoles højeste råd var sheik Sharif Ahmed, som ledede et af de udøvende udvalg.

#### 2006-2007
Etiopien sendte i sommeren 2006 militære styrker ind i landet for at støtte overgangsregeringen. Uden for stående militære sagkyndige taler om cirka 15.000 etiopiske soldater. Dertil tros Eritrea at have omkring 2.000 mand i landet, hvilke understøtter den islamistiske milits. Den 20. december 2006 udbrød voldsomme kampe mellem regeringsstyrker og militsfolk omkring overgangsregeringens base i Baidoa, efter de islamiske domstoles ultimatum til Etiopien om at trække sine styrker tilbage var udløbet dagen forinden. Kampene eskalerede den 24. december, da flygangreb gennemførtes mod flere steder i Somalia af Etiopiens væbnede styrker.
Den 24. december 2006 erklærede Etiopien officielt krig mod de islamiske domstoles råd. På juledag bombedes den internationale lufthavn i Somalias hovedstad Mogadishu og flyvepladsen i Baledogle. Også området lige syd for interimsregeringens højkvarter i Baidoa blev angrebet med artilleri. Samtidig forsøgte mange mennesker at flygte, men regeringen havde lukket alle grænser. USA gav den 26. december sin udtalte støtte til Etiopiens angreb mod Somalia. Natten til den 27. december samledes FN's sikkerhedsråd i et hasteindkaldt møde om krisen i Somalia. Rådets eneste arabiske medlem, Qatar, ønskede, at man skulle kæve, at alle udenlandske styrker, inklusive de etiopiske, skulle forlade Somalia. De følgende dage fik dette krav opbakning fra OAU og Arabiske Forbund. Dette foregik samtidig, som de etiopiske styrker avancerede, og Somalias islamistiske styrker trak sig tilbage fra hovedstaden Mogadishu. Den 28. december indtoges Mogadishu af etiopiske tropper sammen med overgangsregeringens styrker , og islamistmilitsen flygtede fra hovedstaden. Efter, at have overgivet Mogadishu, trak islamisterne sig tilbage til floden Jubbas dalgang, hvor blandt andet byerne Jilib og Kismaayo ligger. På nytårsaften blev de tillige drevet derfra af etiopiske regeringsstyrker.
Den 7. og 9. januar 2007 foretog USA et flyangreb mod landet. Flytypen, som anvendtes, var AC-130 Gunship. Disse er udrustede med automatkanoner, som udskyder tusindvis af skud på meget kort tid. Mængder af mennesker skal være døde under flyangrebene, som fik international kritik, blandt andet fra FNs nye generalsekretær Ban Ki-Moon. Lørdag den 13. januar oplyste interimsregeringens talsmand Abdirahman Dinari, at islamistmilitsens sidste støttepunkt, den lille fiskerby Ras Kamboni, var blevet befriet. Islamisterne flygtede ud i bushen i vejløse kystområder ved Kenyas grænse. Den 19. januar oplyste de imidlertid, at de var kommet ind i Mogadishu for at angribe paladset. Om aftenen samme dag udbrød der hårde kampe omkring Somalias præsidentpalads. Mindst en granat ramte paladset. Den Afrikanske Union besluttede der efter at sende en såkaldt fredsbevarende styrke på 7.650 mand til Somalia.

#### Koalitionsregeringen 2008-2010
Etiopiens invasion skabte grundlag for en ny militsgruppe, Harakat al-Shabaab al-Mujahideen (kendt som Al-Shabaab), der havde virket som milits for de islamiske domstole. Gruppens mål var indførelse af islamisk styre. Gruppen var erklærede af African Union Mission in Somalia (AMISOM), der i begyndelsen af 2007 var blevet indsat af OAU på grundlag af et mandat fra FN for at nedkæmpe styrker, som modarbejdede centralstyret.
Mellem den 31. maj og 9. juni 2008 deltog repræsentanter for Somalias føderale regering og den moderate Alliance for genbefrielsen af Somalia (ARS)' gruppe af islamistiske oprørere i fredsforhandlingerne i Djibouti formidlet af den tidligere FN særlige udsending til Somalia, Ahmedou Ould-Abdallah. Konferencen sluttede med en underskrevet aftale, der krævede tilbagetrækning af de etiopiske tropper i bytte for ophør af væbnet konfrontation. Parlamentet blev efterfølgende udvidet til 550 pladser for at imødekomme ARS medlemmer, som der efter valgte Sheikh Sharif Sheikh Ahmed, den tidligere ARS formand, til embedet. Præsident Sharif udnævnte kort efter Omar Abdirashid Ali Sharmarke, søn af dræbte tidligere præsident Abdirashid Ali Sharmarke, som nationens nye statsminister.
Med hjælp af et lille team af Den Afrikanske Unions tropper begyndte koalitionsregeringen også en modoffensiv i februar 2009 for at vinde fuld kontrol over den sydlige halvdel af landet. For at styrke sit styre dannede TFG en alliance med de Islamiske Domstole, andre medlemmer af alliancen for genbefrielsen af Somalia, og Ahlu Sunna Waljama'a, en moderat Sufi milits. Midt i det hele begyndte al-Shabaab og Hizbul Islam, de to vigtigste islamistiske grupper i opposition, at kæmpe indbyrdes i midten af 2009.
For at opnå en våbenhvile meddelte Somalias koalitionsregering i marts 2009, at den på ny ville indføre sharia som nationens officielle retssystem, men konflikten fortsatte i de sydlige og centrale dele af landet. I løbet af få måneder var koalitionsregeringen gået fra at holde omkring 70% af de syd-centrale Somalias konfliktområder - områder, som det havde arvet fra den tidligere Yusuf administrationen - til at miste kontrollen på over 80% af det omstridte område til de islamistiske oprørere.
Under koalitionsregeringens korte embedstid, og et år senere, på grund af den langvarige mangel på en permanent central myndighed, faldt Fonden for Freds såkaldte "Skrøbelige Stater Index" (Fragile States Index, FSI, tidligere kendt som Failed States Index) i seks på hinanden følgende år mellem 2008 og 2013. I 2009 rangerede Transparency International landet på sidstepladsen på sine årlige korruptionsindeks (CPI), et målingsudtryk der foregiver at vise forekomsten af korruption i et lands offentlige sektor. I midten af 2010 placerede Institute for Economics and Peace også Somalia på den næste-til-sidste position i mellem det krigsplagede Irak og Afghanistan på sit Fredsindeks.

#### Styret 2010-2012
Den 14. oktober 2010 blev diplomat Mohamed Abdullahi Mohamed (Farmajo) udnævnt til ny premierminister i Somalia. Den tidligere premierminister Omar Abdirashid Ali Sharmarke fratrådte måneden før efter en langvarig tvist med præsident Sharif over en foreslået udkast til forfatning.
Via det føderale overgangscharter for Somalia udnævnte premierminister Mohamed et ny kabinet den 12. november 2010, som blev rost af det internationale samfund. Som ventet blev antallet af ministre markant reduceret i antal fra 39 til 18. Kun to ministre fra det tidligere kabinet blev genudnævnt: Hussein Abdi Halane, den tidligere finansminister (Finansministeriet og økonomiministeriet) og Mohamud Abdi Ibrahim (Handel og Industri). Ahlu Sunna Waljama'a, en moderat Sufi-gruppe og en vigtig militær allieret af TFG blev indenrigsminister og arbejdsministerier. De resterende ministerposter blev stort set tildelt til teknokrater nye på somaliske politiske arena.
Yderligere medlemmer af den uafhængige forfatningskommission blev også udnævnt til at engagere somaliske forfatningsmæssige advokater, religiøse lærde og eksperter i somalisk kultur over nationens kommende nye forfatning, en central del af regeringens overgangsforbunds institutioners opgaver. Desuden blev højt niveau føderale delegationer sendt til afdramatisere klan-relaterede spændinger i flere regioner. Det blev af premierministeren pålagt ministrene at oplyse om deres formueforhold og at underskrive et etisk kodeks.
En anti-korruptionskommissionen med magt til at gennemføre formelle undersøgelser og til at gennemgå regeringens beslutninger og protokoller blev også etableret til mere nøje at overvåge alle aktiviteter fra offentlige embedsmænd. Desuden blev unødvendige rejser til udlandet med medlemmer af regeringen forbudt, og alle rejser af ministre krævede statsministerens samtykke. Et budget skitserende føderale udgifter for 2011 blev også forelagt og godkendt af medlemmer af parlamentet, med betaling af civile administrative medarbejdere som prioritet. Desuden er en fuld revision af statslig ejendom og køretøjer bliver sat på plads. Med hensyn til borgerkrigen lykkedes det også for den nye regering og dens AMISOM allierede at sikre kontrollen med Mogadishu i august 2011. I henhold Den Afrikanske Union og statsminister Mohamed forventede man med indsættelse af voksende troppestyrker også i stigende grad at få kontrol over større dele af landet.
Den 19. juni, 2011 fratrådte Mohamed Abdullahi Mohamed sin stilling som premierminister i Somalia. Som del af den kontroversielle Kampala Accord's forhold så aftalen mangtmandaterne for præsidenten, parlamentets formand og stedfortrædere forlænget indtil august 2012. Abdiweli Mohamed Ali, Mohamed tidligere minister for planlægning og internationalt samarbejde, blev senere udnævnt til ny statsminister.

#### Sultkatastrofen 2011
I sommeren 2011 blev landet, lige som Afrikas horn i sin helhed, ramt af en omfattende tørke og dermed forbundet sultkatastrofe. Især blev de områder ramt, som var under kontrol af al-Shabaab, fordi militsen nægtede hjælpeorganisationer at bringe fødevarehjælp frem til civilbefolkningen.

#### Hassan Sheikh Mohamud. præsident
I 2012 blev der afholdt et nyt præsidentvalg i Somalia. Den siddende statsleder Sharif Sheikh Ahmed led nederlag til universitetslektor Hassan Sheikh Mohamud. Magtskiftet indebar dog ikke fred i landet. Blot to dage senere blev den nyindsatte præsident udsat for et bombeattentat, som han dog slap uskadt fra. Den islamistiske gruppe al-Shaabab påtog sig skylden for bombeangrebet og markerede dermed sin modstand mod en demokratisk ordning i landet. I september 2013 forsøgte al-Shaabab atter at myrde præsidenten men også denne gang uden held.
Samtidig fortsatte terrorgruppen sin øvrige terrorvirksomhed: i april 2014 blev 34 dræbt ved et terrorangreb i Mogadishu, i september 2013 stod gruppen bag et terrorangreb på et butikscenter i Kenya. Disse og andre terrorangreb er motiveret af såvel religiøse som klan-betingede konflikter.
Blandt præsidentens gerninger har været at forsøge at få en ende på den piratvirksomhed, som somaliere har været indblandet i, ved at give amnesti til 959 pirater., men har ellers været indblandet i de for Somalia sædvanlige klan-konflikter: Præsidenten, der tilhører Hawiye-klanen, var i langvarig konflikt med statsminister Abdiweli Sheikh Ahmed, der tilhører Darood-klanen, og fik statsministeren afsat i december 2014 ved en mistillidsafstemning, hvor 80 parlamentarikere støttede deres statsminister, mens 153 ønskede ham afsat.
Situationen i landet var i 2015 præget af, at knap en tredjedel af Somalias omkring 10,5 millioner indbyggere var underernærede, og af at omkring 900.000 risikerer at blive ofre for hungersnød. Dårligt høstudbytte grundet manglende regn kombineret med generel usikkerhed i landet bidrager til situationen. En afgørende faktor har været, at al-Shabaab har blokeret vejene ind og ud af de byer, som Amisom har overtaget. Dermed er mange af de generhvervede områder fuldstændig afskåret fra bistand og handel med basale fødevarer. Efter planen skulle Somalia afholde demokratiske valg i 2016, men regeringen med præsident Hassan Sheikh Mohamud i spidsen meddelte i juni 2015, at det ikke er muligt og foreslog i stedet an anvende en model, der mindede om den, der var blevet anvendt ved valget i 2012, hvor klanledere, der repræsenterede lokalbefolkningen, valgte parlamentsmedlemmer og præsidenten.

## Geografi
Somalia ligger på en halvø på Afrikas østkyst med Adenbugten mod nord og det Indiske Ocean mod øst. Sammen med Etiopien og Djibouti kaldes området Afrikas Horn. Somalia grænser op til Djibouti mod nordvest, Etiopien mod vest, og Kenya mod syd. Kystlinjen er 2.720 km lang.

### Terræn og miljø
Den tørre kystslette Guban strækker sig langs med Adenbugten i det nordlige Somalia. Fra spidsen af Afrikas horn, Kap Guardafui, hæver den langstrakte bjergkæde Ogo sig på sin vej ind i Etiopien. Syd herfor ligger Haudplateauet, der i nærheden af Kap Guardafui mødes med Ogo og brat ender ved bjerget Hodda. Det sydlige Somalia udgøres af Somalisletten, der løber langs det Indiske Ocean i en højde af 100 til 200 meter over havoverfladen; den afbrydes sporadisk af floddale og ørkensænkninger. Somalias højeste punkt hedder Shimbiris og når en højde af 2.450 m.o.h.

### Klima
På grund af Somalias nærhed til ækvator er det ikke megen årstidsvariation i klimaet. Det er varmt året rundt, med periodiske monsunvinde og uregelmæssig nedbør. Gennemsnitlig daglig maksimumstemperaturer er mellem 30 °C og 40 °C, med undtagelse af højereliggende områder langs østkysten, hvor virkningerne af kolde luftstrømme fra havet er mærkbare. I Mogadishu varierer gennemsnitlig eftermiddagstemperatur mellem 28 °C og 32 °C i april. Nogen av de højeste gennemsnitstemperaturer i verden er registreret i landet; Berbera på den nordvestlige kyst har en gennemsnitlig maksimumstemperatur om eftermiddagen på over 38 °C fra juni til september. For landet som helhed varierer døgnets minimumstemperaturen mellem ca. 15 og 30 °C. De største årlige variationer i klimaet forekommer i det nordlige Somalia, hvor temperaturene nogen gange stiger over 45 °C i juli på de kystnære sletter og falder under frysepunktet i løbet af december i højlandet. I denne region varierer relativ luftfugtighed fra ca. 40 % midt på eftermiddagen til 85 % om natten, med nogen årstidsvariation. Til forskel fra de fleste andre lande på disse breddegrader varierer klimaforholdene i Somalia fra tørt i de nordøstlige og centrale regioner til halvtørt i nordvest og syd. I nordøst falder det mindre end 100 mm nedbør i året, mens det i de centrale plateauer falder mellem 200 og 300 mm. Den nordvestlige og sydvestlige dele af landet får betydelig mere regn, med et gennemsnit mellem 510 og 610 mm per år. De kystnære områderne er varme og fugtige hele året, mens indlandet almindeligvis er tørt og varmt.
Jordbrug og dyrehold følger afvekslingerne mellem fire sæsoner, som bliver definerede af vekslinger i vindmønsteret. Fra december til marts er det Jilal, årets værste tørkeperiode. Den vigtigste regntid kaldes Gu og varer fra april til juni. Denne periode er kendetegnet af en sydvestlig monsun, som fornyer græsningsområderne, især på det centrale plateau, og en kort tid forvandler ørkenen til frodig vegetation. Den anden tørre sæson varer fra juli til september og kaldes Xagaa (udtales "Hagaa"). Den korteste regnperiode kaldes Dayr og varer fra oktober til december.
| Vejr for Mogadishu, Somalia                        | Vejr for Mogadishu, Somalia | Vejr for Mogadishu, Somalia | Vejr for Mogadishu, Somalia | Vejr for Mogadishu, Somalia | Vejr for Mogadishu, Somalia | Vejr for Mogadishu, Somalia | Vejr for Mogadishu, Somalia | Vejr for Mogadishu, Somalia | Vejr for Mogadishu, Somalia | Vejr for Mogadishu, Somalia | Vejr for Mogadishu, Somalia | Vejr for Mogadishu, Somalia | Vejr for Mogadishu, Somalia |
|                                                    | Jan                         | Feb                         | Mar                         | Apr                         | Maj                         | Jun                         | Jul                         | Aug                         | Sep                         | Okt                         | Nov                         | Dec                         | År                          |
| -------------------------------------------------- | --------------------------- | --------------------------- | --------------------------- | --------------------------- | --------------------------- | --------------------------- | --------------------------- | --------------------------- | --------------------------- | --------------------------- | --------------------------- | --------------------------- | --------------------------- |
| Gennemsnitlig maks °C                              | 30,2                        | 30,7                        | 32                          | 32,9                        | 31,8                        | 29,9                        | 28,8                        | 28,9                        | 29,7                        | 30,5                        | 30,8                        | 30,6                        | 30,57                       |
| Gennemsnitlig °C                                   | 26,3                        | 26,6                        | 28,2                        | 29                          | 28,1                        | 26,6                        | 25,8                        | 25,8                        | 26,4                        | 27,2                        | 27,2                        | 26,9                        | 27,01                       |
| Gennemsnitlig min °C                               | 22,4                        | 22,5                        | 24,4                        | 25,1                        | 24,5                        | 23,4                        | 22,9                        | 22,7                        | 23,1                        | 23,9                        | 23,7                        | 23                          | 23,47                       |
| Gennemsnitlig nedbør mm                            | 1                           | 1                           | 4                           | 68                          | 77                          | 80                          | 61                          | 33                          | 15                          | 36                          | 76                          | 14                          | 466                         |
| Kilde: Weltwetter Spiegel Online (RH & sun) (tysk) |                             |                             |                             |                             |                             |                             |                             |                             |                             |                             |                             |                             |                             |

### Plantevækst
De fleste steder i Nordsomalia (Somaliland) er der ørken. De tørre egne slår længere sydpå over i busksteppe og savanne. Langs floderne og i de områder, hvor nedbøren er størst, er det muligt for løvfældende træer at gro.
Ved floderne Juba og Shebelle er der et frugtbart område, der lokalt er kendt som den somaliske brødregion.

## Demografi
Den samlede befolkning er skønsmæssigt ca 10 millioner indbyggere (skøn 2015: 10,6 mio.). Den samlede befolkning var ifølge 1975 års folketælling 3,3 millioner.
- Befolkningens gennemsnitsalder: 17,8 år (2011, 2015 skøn)[63]
- Befolkningens gennemsnitslevetid: 50,8 år (2011 skøn), 51,96 (2015 skøn)[63]
- Årlig befolkningsvækst 1,596 % (2011 skøn), 1,83 (2015 skøn)[63]
- Total fertilitet 6,26 fødte per kvinde (2012 skøn), 5,99 (2015 skøn)[63]
- Spædbørnsdødelighed: 10 % (2011), 9,839 (2015)[63]
- Analfabetisme: 2001 var over 60 % af den voksne befolkning analfabeter

### Etnisk sammensætning
Etnisk er Somalia et meget ensartet land med somaliere som hovedgruppen. Disse udgør 85 % af befolkningen. Ud over somaliere lever der en minoritet af bantufolk i syd samt i byerne europæere, asiater og arabere.
De fem største klaner er:
- Hawiya, i området ved kysten i sydøst, inkl. Mogadishu.
- Isaak, i området Somaliland
- Darod, i Puntland, Jubbaland
- Rahanwein, i området i vest
- Dir, i jubbaland, mudugland /puntlant, hiiraan, gedo, marko (også i Etiopien, Djibouti)

Alle klanerne består af underklaner og de klaner, som er nævnt oven for, er kun hovedklanerne i den somaliske befolkning. Klansystemet har skabt store konflikter internt i den somaliske befolkning. Borgerkrigen, som tidligere delte Somalia i to, er et resultat af konflikter internt i klanerne.

### Sprog
Somalisk og arabisk er de officielle sprog. Det er i stil med Etiopiens officielle sprog amharisk et kushitisk sprog. I kraft af landets religion – sunni-islam – er arabisk det gejstlige sprog. Før 1972 var der intet officielt skriftsprog, hvilket gav anledning til diskussioner, der endte med, at man antog det latinske alfabet. I kolonitiden vandt engelsk og italiensk indpas, og i dag benyttes disse især hos de højere undervisningsinstanser.

### Religion
Befolkningen i Somalia er for 98 % vedkommende muslimer hvoraf hovedparten er sunni-islamske. Bantufolkene mod syd praktiserer animisme, men udgør kun en lille procentdel. Der er omkring 1.000 kristne hvoraf de fleste ligeledes kan findes blandt bantufolket. De få kristne er udsat for forfølgelser og der er praktisk taget ingen kirker i landet.

### Somalias største byer
Hovedstaden i Somalia er Mogadishu (2015: 2.138.000 indbyggere). Andre store byer er Hargeysa 760.000 indbyggere (2015).

## Politik
Somalia er ikke en stat i politisk mening. Landet er splittet mellem flere magtgrupperinger, som indbyrdes bekriger hinanden.
En lang række forsøg har med omverdenens hjælp været gjort for at genskabe en somalisk centralmagt. Det har til og med været hævdet, at dette har gjort området mere usikkert for almenheden, som ikke har kunnet vide hvem, som har det faktiske monopol på magten.
I princippet skal der afholdes frie valg til henholdsvis et parlament og til præsidentposten. I praksis har dette ikke fundet sted. I stedet har man ved flere lejligheder sammenkaldt repræsentanter for landets forskellige grupper, klaner, som så i fællesskab har skullet sammensætte et parlament, udpege en statsminister og en præsident. Efter som landets politiske struktur de facto helt præges af landets klan-struktur, og efter som meningen har været, at præsident og statsminister skulle komme fra uens klaner, og efter som der reelt er vedvarende indbyrdes klan-stridigheder, så har end ikke dette system kunnet fungere for alvor. Magtkampe har fundet sted mellem den til enhver tid siddende præsident og den til enhver tid siddende statsminister. Ofte har problemstillingen været yderligere kompliceret af, at en eller flere klaner og andre grupperinger ikke har været tilfredse med de valg, der har været gjort til de formelle poster som repræsentanter for et centralstyre, og derfor har modarbejdet disse og fortsat de traditionelle klan-magtkampe, hvilket har svækket det formelle centralstyre yderligere.
Det forhold, at centralstyret reelt kun har haft magt over begrænsede dele af Somalia - og som regel dårligt nok dette - har bevirket, at andre magtgrupper, herunder Al-Shabaab, har magt over større eller mindre dele af landet og ydermere forsøger at destabilisere situationen i de af centralmagten styrede områder. Når man vil danne sig et billede af den reelle magtsituation i landet, må man derfor se på hvilke områder, der de facto styres af denne eller hin magtgruppe, samt yderligere se på de reelle forhold med hensyn til i hvilken udstrækning, den ene eller anden magtgruppe er i stand til at kontrollere sit magtområde.

### Klansystemet
Nøglen til Somalias reelle magtsituation er således klanerne. Til trods for Somalias formelt ret homogene befolkning (etnisk, religiøst) er befolkningen reelt opdelt mellem klaner. Disse klaner ledes af ledere, der således har den reelle militære og administrative magt.
Klansystemet går tilbage til indførelsen af islam. Ifølge overleveringen har alle klanerne deres oprindelse i brødre tilhørende den arabiske stamme Quraysh, som profeten Muhammed også tilhørte. De somaliske klaner kalder derfor sig selv for Samaal eller Saab. Samaal omfatter som hovedregel nomadiske stammer, Saab omfatter som hoveregel fastboende stammer. Ud over klanerne er der et utal af underklaner, som nærmere fastlægger somaliernes tilhørsforhold.
Klanledernes autoritet afhænger af mange forhold. Klanlederne repræsenterer egne klaner i forhold til andre klaner, de har ansvaret for at opretholde ro og orden samt sikkerhed for klanens magtområde. For at opfylde disse opgaver gør de i udstrakt grad brug af former for bestikkelse (diya), og opretholder en form for "ældreråd", der skal løse indbyrdes problemer og sikre freden. Klanerne opretholder egne militser eller paramilitære grupper til varetagelse af sine magtinteresser.
Forholdet kompliceres yderligere af, at ejere af Somalias banan- og khat-plantager har en betydelig magt og er i stand til at mobilisere egne paramilitære grupper for at varetage egne interesser. Også andre forretningsfolk så som producenter af trækul varetager sine egne interesser og har blandt andet fremmet problemerne med tørke og dertil knyttet hungersnød.
I 2012 fik Somalia et nyt parlament og en ny præsident, hvis regeringstid imidlertid har været præget af modsætninger til den daværende statsminister, som til sidst blev afsat. I et forsøg på et beholde magten har præsidenten lagt op til, at det kommende valg i 2016 skal erstattes af et stormøde mellem klanledere, som skal udpege landets nye parlament og præsident efter lignende principper, som dem ved hvilke, præsidenten selv kom til magten.

### Regioner og distrikter
Somalia er officielt inddelt i 18 regioner (gobollada, ental gobol), som yderligere er inddelt i distrikter. Regionerne er:
1. Jubbada Hoose, 2. Jubbada Dhexe, 3. Geedo, 4. Baay, 5. Bakool, 6. Shabeellaha Hoose, 7. Banaadir, 8. Shabeellaha Dhexe, 9. Hiiraan, 10. Galguduud, 11. Mudug, 12. Nugaal, 13. Bari, 14. Sool, 15. Sanaag, 16. Togdheer, 17. Woqooyi Galbeed og 18. Awdal
På et de facto grundlag, så er det nordlige Somalia nu opdelt mellem de autonome regioner Puntland (som anser sig selv for at være en autonom stat siden 1998 og Somaliland (en selvudnævnt men ikke-anerkendt suveræn stat). I det centrale Somalia er Galmudug en anden regional enhed, som er opstået lige syd for Puntland.

### Piratvirksomhed
Somalia er (sammen med Nigeria og Indonesien) et af de lande, hvor der forekommer flest piratangreb. Piratvirksomheden tog et voldsomt opsving i 2009 og 2010. Baggrunden herfor var dels, at fremmede skibe efter 1991 begyndte at rovfiske ved den somaliske kyst, dels at kriminelle organisationer dumpede giftaffald i havet ud for Somalias kyst. Efter tsunamien i 2004 blev giftaffaldet hvirvlet op og ødelagde helt fiskeriet. Fiskerne bevæbnede derfor sig selv for at stoppe denne dumpning samt forhindre fremmede fiskere i at fiske ved Somalia. Under den somaliske borgerkrig udviklede flere krigsførende grupper den strategi at overfalde især mindre skibe for derved at presse løsepenge af skibenes ejere til finansiering af krigsførelsen.

## Militær
Før udbruddet af borgerkrigen i 1991 var Somalias hær den største i Afrika. Dette var muligt gennem venskab med Sovjetunionen og senere partnerskab med USA. Militæret bestod af 150.000 mænd i aktiv tjeneste, sammen med flere hundrede tusinde både i reserven og nationalgarden. Tjeneste i militæret var frivilligt, selvom der dog kunne være værnepligt i krigstid. Somalia havde Afrikas stærkeste militær, delvist på grund af størrelsen på dets militærbudget. I 1991 blev regeringen væltet og militæret gik i opløsning.
Skabelsen af overgangsregeringen i 2004 gjorde det muligt at genetablere Somalias militær, der i dag har en styrke på omkring 10.000. Forsvarsministeriet er ansvarlig for det væbnede styrker.

## Økonomi
Ifølge CIA og Somalias centralbank har Somalia på trods af borgerkrigen fastholdt en relativ sund økonomi, baseret primært på husdyr, pengeoverførselsfirmaer og telekommunikation. På grund af mangel på formelle offentlige statistikker og den verserende borgerkrig er det vanskeligt at vurdere størrelsen og væksten i økonomien. For 1994 estimerede CIA BNP til at være $3,3 mia. I 2001 blev det estimeret til at være $4,1 mia. I 2009 estimerede CIA at BNP var vokset til $5,731 mia., med en forventet vækstrate på 2,6%. Ifølge en rapport fra det britiske handelsministerium fra 2007 voksede den private sektor ligeledes, især i serviceektoren. I modsætning til forholdene før borgerkrigen hvor det meste indenfor service og industrisektorerne var regeringskontrollerede har der været en betydelig, men dog svært målbar privat investering i økonomiske aktiviteter. Disse aktiviteter er i høj grad finansieret af det somaliske eksilsamfund og inkluderer handel og marketing, pengeoverførselsservice, transport, kommunikation, fiskeriudstyr, luftfart, telekommunikation, uddannelse, sundhed, byggeri og hoteller. Den libertaristiske økonom Peter T. Leeson tilskriver denne forøgede økonomiske aktivitet til den somaliske stammelov (kaldet Xeer), som han mener giver et stabilt miljø til at gøre forretninger i.
Den somaliske centralbank mener at landet BNP pr indbygger ligger på $333, hvilket er lavere end Kenyas på $350, men højere end Tanzanias på $280, Eritreas på $190 og Etiopiens på $100. Cirka 43 % af befolkningen lever for mindre end 1 US dollar om dagen, hvoraf omkring 24 % af disse kan findes i byområder og omkring 54 % i landområder.
Før i tiden, da Somalia endnu var en koloni, eksporteredes der bananer til Italien. Disse blev dyrket i det frugtbare syd, hvor vand fra floderne Jubba og Webi Shabeelle udnyttedes til overrisling af plantagerne. Visse af disse plantager eksisterer stadig, men mange er i kampene mellem rivaliserende stammer blevet enten brændt af eller på anden måde destrueret. 
I det mere fredelige nord er befolkningen nomadehyrder og der holdes fortsat kvæg, geder kameler og får. Kvægholdet tegner sig for 40 % af bruttonationalproduktet og 65 % af eksportindtægterne. Det er ligeledes muligt at dyrke og eksportere sukker, sorghum og majs.

### Landbrug
Landbruget er den vigtigste økonomiske sektor i Somalia. Den tegner sig for omkring 65% af BNP og beskæftiger 65% af arbejdsstyrken. Husdyr bidrager med omkring 40% til BNP og mere end 50% af eksportindtægterne Andre vigtige eksportprodukter omfatter fisk, trækul og bananer, mens sukker, sorghum og majs er produkter til hjemmemarkedet. I henhold til Central Bank of Somalia udgør import af varer i alt omkring $ 460.000.000 om året, hvilket overstiger den samlede import forud for starten af borgerkrigen i 1991. Eksporten, der samlet udgør omkring $ 270.000.000 om året, har også overgået niveauet før krigen begyndte. Somalia har et handelsunderskud på omkring $ 190.000.000 om året, men det dækkes med pengeoverførsler sendt af somaliere i udlændighed, hvilke beløb anslås at være omkring $ 1.000.000.000.
Med den fordel, der er ved beliggenheden nær den arabiske halvø, har somaliske handlende i stigende grad udfordret Australiens traditionelle dominans over Golfens marked for arabiske husdyr og kød, idet man tilbyder kvalitetsdyr til meget lave priser. Som svar, har Golfen arabiske stater startede to foretage strategiske investeringer i landet, idet Saudi-Arabien har bygget strategisk infrastruktur for husdyreksport, og De Forenede Arabiske Emirater har opkøbt store landbrugsområder. Somalia er også en af verdens største leverandør af røgelse og myrra.

### Industri
Den beskedne industrisektor, baseret på forarbejdning af landbrugsprodukter, tegner sig for 10% af Somalias BNP. I henhold til Somali Chamber of Commerce and Industry tilbyder over seks private flyselskaber også kommercielle flyvninger til både indenlandske og internationale steder, herunder Daallo Airlines, Jubba Airways, African Express Airways, Østafrika 540, Central Air og Hajar. [215] I 2008 underskrev Puntland-regeringen en multimillion-dollar aftale med Dubais Lootah Group, en regional industriel gruppe, der opererer i Mellemøsten og Afrika. Ifølge aftalen, er første fase af investeringen 170 m DHS værd og vil omfatte en række nye virksomheder etablerede for at operere, håndtere og opbygge Bosasos frihandelszone og havne- og lufthavnsfaciliteter. Bosaso Airport Company er udpeget til at udvikle lufthavnen til at opfylde internationale standarder, herunder en ny 3.400 m lang landingsbane, hoved- og hjælpebygninger, taxi og forpladser, og sikkerhedsforanstaltninger.
Forud for udbruddet af borgerkrigen i 1991 blev oprettet cirka 53 statsejede små, mellemstore og store produktionsvirksomheder, med den efterfølgende konflikt har ødelagt mange af de tilbageværende industrier. Dog primært som følge af en store lokale investeringer foretagne af den somaliske diaspora er mange af disse små virksomheder genåbnede og nye er blevet skabt. De sidst nævnte omfatter fiskekonserves- og kødforarbejdningsanlæg i de nordlige områder, samt omkring 25 fabrikker i Mogadishu-området, som fremstiller pasta, mineralvand, konfekt, plastikposer, stof, huder og skind, vaskemidler og sæbe, aluminium, skum madrasser og puder, fiskerbåde, emballage, og stenforarbejdning. I 2004 blev et Coca-Cola tapperi også åbnet i byen med indskud fra forskellige områder i Somalia. De udenlandske investeringer omfatter også multinationale selskaber som General Motors og Dole Fruit.

### Møntfod og bankvæsen
Central Bank of Somalia er den officielle monetære myndighed i Somalia. Med hensyn til den finansielle forvaltning skal det påtage sig opgaven både at formulere og teknisk gennemføre pengepolitikken.
På grund af manglende tillid til den lokale valuta, er den amerikanske dollar bredt accepteret som et medium for udveksling ved siden af somaliske shilling. Dollariseringen har, uanset den store udstedelse af den somaliske shilling, givet næring til prisstigninger, især for transaktioner af lav værdi. Ifølge Centralbanken forventes denne inflation at komme til en afslutning så snart, banken får fuld kontrol over pengepolitikken og udskiftet den i øjeblikket cirkulerende valuta der er indført af den private sektor.
Skønt Somalia har ikke haft nogen central monetær myndighed i mere end 15 år mellem udbruddet af borgerkrigen i 1991 og den efterfølgende reetablering af Central Bank of Somalia i 2009, er nationens betalingssystem temmelig avanceret primært på grund af den udbredte eksistens af private pengeoverførslesoperatører (MTO), som har fungeret som uformelle bank netværk.
Disse remitteringsvirksomheder (hawala) er blevet en stor industri i Somalia, med en anslået $ 1.600 milliarder USD årligt udbetales til regionen ved somaliere i diaspora via pengeoverførselsvirksomheder. [3] De fleste er medlemmer af den somaliske Money Transfer Association (SOMTA), en paraplyorganisation, der regulerer pengeoverførselssektoren eller dens forgænger, den somaliske Financial Services Association (SFSA). Den største af de somaliske MTO er Dahabshiil, et somalisk ejet firma der beskæftiger mere end 2.000 mennesker fordelt på 144 lande med afdelinger i London og Dubai.
Da den rekonstituerede somaliske centralbank fuldt ud vil overtage sine pengepolitiske ansvar, forventes det, at nogle af de eksisterende pengeoverførselsvirksomheder i den nærmeste fremtid vil søge om licenser for at kunne udvikle sig til fuldgyldige kommercielle banker. Dette vil tjene til at udvide det nationale betalingssystem omfattende formelle checks, hvilket på sin side forventes at forstærke effekten ved at bruge pengepolitik i den indenlandske makroøkonomiske styring.
Med en betydelig forbedring af den lokale tryghed er somaliske udlændinge begyndt at vende tilbage til landet for at søge investeringsmuligheder. Sammen med de beskedne udenlandske investeringer har tilstrømningen af midler hjulpet til at styrke værdien af den somaliske shilling betydeligt. I marts 2014 var valutaen sat til næsten 60% over for den amerikanske dollar i løbet af de foregående 12 måneder. Den somaliske shilling var den stærkeste Blandt de 175 globale valutaer handlet af Bloomberg, stigende til næsten 50 procentpoint højere end den næstmest robuste globale valuta i samme periode.
Somalias Fondsbørs (SSE) er den nationale børs i Somalia. Den blev grundlagt i 2012 af den somaliske diplomat Idd Mohamed, ekstraordinær ambassadør og stedfortrædende fast repræsentant ved FN. SSE blev etableret for at tiltrække investeringer fra både somaliske-ejede virksomheder og globale virksomheder for at fremskynde den igangværende genopbygningsproces efter konflikten i Somalia.

### Fattigdom
Da den seneste samlede regering i Mogadishu blev opløst i 1991, er det svært at få oplysninger om fattigdom i Somalia. Generelt er landet delt i to: 1) Det sydlige Somalia og 2) Somaliland og Puntland mod nord og nordøst. Hvor sidstnævnte har stabile madforsyninger, mens det er mere ustabilt i Sydsomalia. I 2011 var der hungersnød i den sydlige del af Somalia.
Det generelle fattigdomsproblem i Somalia er på niveau med en del andre lande på kontinentet.

## Lovgivning
Efter opblusningen af den endnu verserende borgerkrig i 1991 vendte somalierne sig til lokale former for konflikthåndtering, da det centrale styre var ikke-eksisterende. Der er derfor tre linjer af lovgivning i Somalia: civil lov, religiøs lov (Sharia) og traditionel lov (Xeer).

### Civil lov
Den civile lov er stort set kun gældende i Somaliland, Puntland og i de områder omkring hovedstaden, som kontrolleres af centralregeringen.

### Religiøs lov
Sharia-lovgivning har traditionelt været en meget vigtig del af det somaliske samfund og tjent som basis for al somalisk lovgivning. I praksis har Sharia dog kun været gældende for almindelige civile sager som giftermål, skilsmisser, arv og andre familieanliggender. Dette ændredes med udbruddet af borgerkrigen i 1991 hvor talrige Sharia-domstole dannedes over hele landet. De nye domstole har tre funktioner; 1) at afsige domme i både kriminalret og civilret, 2) at organisere politilignende enheder, der kan fange forbrydere og 3) at holde tilfangetagne forbrydere indespærrede.

### Xeer
Somalia har i århundreder praktiseret en form for sædvaneret, som de kalder Xeer. Xeer er et polycentrisk juridisk system, hvor der ikke er nogen monopolistisk institution eller agent, der afgør, hvad loven skal bestemme eller hvordan den skal fortolkes.
Det Xeer-retssystem, som er i brug antages at have udviklet sig udelukkende på Afrikas Horn i løbet af det 7. århundrede. Der er ingen beviser for, at det udviklede sig andetsteds, eller at det skulle have været stærkt påvirket af udenlandske juridiske systemer. Den omstændighed, at somalisk juridisk terminologi stort set er blottet for låneord fra fremmede sprog antyder, at Xeer er et komplet indfødt system.
Xeer-retssystem i Somalia kræver også en vis mængde specialisering af forskellige funktioner inden for den juridiske ramme. Således kan man finde odayal (dommere), xeer boggeyaal (jurister), guurtiyaal (detektiver), garxajiyaal (advokater), til murkhaatiyal (vidner) og waranle (politifolk) som skal håndhæve loven.
Xeer er defineret ved et par grundlæggende principper, som er uforanderlige, og som adskiller sig princippet om jus cogens i international ret: Disse forskrifter omfatter a) betaling af blodpenge (lokalt kaldet Diya) for injurier, tyveri, fysiske skader, voldtægt og død, samt at levere bistand til pårørende, b) at sikre gode inter-klan relationer ved at behandle kvinder retfærdigt, at forhandle med "fredsudsendinge" i god tro, og beskytte livet i socialt beskyttede grupper "Birr Magaydo," (f.eks børn, kvinder, den fromme, digtere, budsendere, sheikher, og gæster) c) familiære forpligtelser, såsom betaling af medgift d) regler vedrørende forvaltning af ressourcer såsom anvendelsen af græsarealer, vand og andre naturlige ressourcer; e) at yde økonomisk støtte til gifte kvindelige slægtninge og nygifte og f) donere husdyr og andre aktiver til de fattige.

## Uddannelse og undervisning
Af institutioner findes der flere mellemskoler, højere skoler, fagskoler, seminarier og det nationale universitet i Hamar (Mogadishu), grundlagt i 1954.
Efter udbruddet af borgerkrigen i 1991 er der ingen autoriseret undervisningspligt. Opgaven med at drive skoler i Somalia blev først taget op af samfundets uddannelseskomiteer etablerede i 94% af de lokale skoler. Mange problemer var opståede med hensyn til adgang til uddannelse i distrikterne, kvaliteten af skoletilbuddet, vurdering af skolernes læreplaner, pædagogiske standarder og kontroller, ledelse og planlægning kapacitet, og finansiering. For at imødegå disse bekymringer var en uddannelsespolitik under udvikling, som var rettet mod vejledende retningslinjer for skolegang. I den autonome region [Puntland] havde sidstnævnte en kønsneutral national uddannelsespolitik sammenlignelig med verdens standarder således, som de som er beskrevet i konventionen om barnets rettigheder (CRC) og konventionen om afskaffelse af alle former for diskriminering mod kvinder (CEDAW). Eksempler på dette og andre pædagogiske tiltag er den regionale regerings lovgivning, som tager sigte på at sikre den pædagogiske interesse for piger, fremme væksten af en Early Childhood Development (ECD) program udviklet for at nå forældre og omsorgspersoner i deres hjem så vel som i de ECD-centre for 0-5 år gamle børn, og indføre incentiv-pakker for at opmuntre lærere til at arbejde i afsides liggende områder.
Kundskabsdepartementet har ansvaret for uddannelse i Somalia og fører tilsyn med landets primære, sekundære, tekniske og erhvervsfaglige skoler samt primær og teknisk læreruddannelse og ikke-formel uddannelse. Ca 15% af statsbudgettet anvendes til skolernes undervisning. De autonome Puntland og Somaliland makro-regioner opretholdt deres egne undervisningsdepartementer.
I 2006 var Puntland den andet område i Somalia efter Somaliland, der indførte gratis folkeskoler, hvor lærere nu får deres løn fra Puntlands administrationen. Fra 2005/2006 til 2006/2007, var der en betydelig stigning i antallet af skoler i Puntland, i alt 137 nye sammenlignet med et år tidligere. I samme periode var antallet af klasser i regionen vokset med 504, og 762 flere lærere tilbød deres tjenester. I alt voksede antallet af registrerede elever med 27% fra året før, idet piger næsten udgjorde samme andel som drenge i de fleste regioner. Den højeste deltagelse blev opgjort i den nordlige Bari region, den laveste i [Ayn regionen]. Fordelingen af klasserum var næsten lige fordelt mellem urbane og rurale områder, men marginalt flere elever og instruktører underviser klasser i urbane områder.
I landet eksisterer flere højere undervisningsmuligheder, blandt andet Amoud Universitetet i Somaliland som er Somalias mest kendte. I Puntland-regionen som er en (de-facto) autonom stat i Somalia, ligger East African University i byen Bosaso og i byen Garowe som er Puntlands hovedstad findes universitet Puntland State University, og i Syd er der Folkets Universitet i Mogadishu.
Religion spiller en stor rolle, idet mange skoler er koranskoler. Et studie fra 1993 viste, at piger udgjorde 40% af eleverne i disse skoler.

## Flag
Det somaliske flag er en blå dug med en hvid stjerne i centrum. Stjernens fem arme skal symbolisere Somalifolkets udbredelse: mod nord til Adenbugtens øer og Yemen, mod vest til Etiopien, mod sydvest til Kenya, mod sydøst til øerne i Det Indiske Ocean og mod øst til den arabiske verden. Stjernen er en metafor på folkets enhed og kaldes således "Enhedens Stjerne".

## Kultur

### Madkultur
Det somaliske køkken varierer fra region til region og består af en eksotisk blanding af diverse kulinariske påvirkninger. Det er produktet af Somalias rige tradition for handel og udveksling. På trods af denne variation er der stadig én ting, der forener de forskellige regionale køkkener: al mad serveres halal. Der serveres ikke svinekød eller alkohol og intet der er dødt af sig selv bliver spist, ligesom blod heller ikke indgår i madlavningen. Qaddo eller frokost er ofte komplicerede.
Sorter af bariis (ris), hvoraf den mest populære er basmati, fungerer normalt som hovedretten. Krydderier som spidskommen, kardemomme, nelliker, kanel og haven salvie anvendes for at give de forskellige risretter aroma. Der også en anden traditionel ret som hedder injera, som serveres med lammesuppe. Somaliere  serverer middag så sent som 21:00. Under ramadanen bliver aftensmad ofte serveret efter Tarawih-bønnerne, undertiden så sent som 23:00.
Xalwo (halva) er en populær godbid reserveret til særlige festlige lejligheder, så som Eid-festligheder eller bryllupsreceptioner. Den er fremstillet af majsstivelse, sukker, kardemommepulver, muskatnøddepulver og ghee. Jordnødder bliver også nogle gange tilføjet for at forbedre konsistens og smag. Efter måltider bliver hjemmet traditionelt parfumeret med røgelse (lubaan eller cuunsi), hvilket forberedes inde i en røgelsebrænder kaldet dabqaad.

### Musik
Somalia har en rig musikalsk arv centreret om traditionel somalisk folklore. De fleste somaliske sange er pentatoniske. Det vil sige, at de bruger kun fem pladser pr oktav i modsætning til en heptatonic (syv noder) skala som den største skala. Ved et første møde kan somalisk musik måske forveksles med lyden af nærliggende regioner så som Etiopien, Sudan eller den arabiske halvø, men det er genkendeligt ved sin sidste ende egen unikke melodier og stilarter. Somaliske sange er som regel resultatet af et samarbejde mellem sangskrivere (midho), sangskrivere (laxan) og sangere (codka eller "stemme").

### Sport
Fodbold er den mest populære sport i Somalia. Betydningsfulde indenlandske konkurrencer er Somalia League og Cup Somalia, og Somalias fodboldlandshold spiller internationalt.
Basketball bliver også spillet i landet. FIBA Africa Championship 1981 fandt sted i Mogadishu fra 15-23 december 1981, ved hvilket det nationale basketballhold fik bronzemedalje. Holdet tager også del i en basketballbegivenhed som Pan Arab Games.
I 2013 blev et somalisk nationalt bandy-hold dannet i Borlänge. Det har senere deltaget i Bandy VM 2014 i Irkutsk og Shelekhov i Rusland.
I kampsport har Faisal Jeylani Aweys og Mohamed Deq Abdulle fra det nationale Taekwondohold henholdsvis vundet en sølvmedalje og taget fjerdepladsen i 2013 ved Open World Taekwondo Challenge Cup i Tongeren. Den somaliske Olympiske Komité har udarbejdet et særligt støtteprogram for at den sikre fortsat succes i fremtidige turneringer. Derudover har Mohamed Jama vundet både verdens og europæiske titler i K-1 (Kickboxing) og Thaiboxing.